# Anke Behmerová
Anke Behmerová (* 5. června 1961, Stavenhagen) je bývalá německá atletka, mistryně Evropy v sedmiboji u roku 1986.
V roce 1988 na olympiádě v Soulu vybojovala bronzovou medaili v soutěži sedmibojařek výkonem 6858 bodů, což byl také její osobní rekord. Třetí místo obsadila rovněž při premiéře mistrovství světa v Helsinkách v roce 1983. Největším úspěchem se pro ni stal titul mistryně Evropy v sedmiboji v roce 1986.